# Брусенска битка
Брусенската битка е сражение по време на комунистическото партизанско движение в България от 1941-1944 между III- та чета на Партизански отряд „Георги Бенковски“ (Червен бряг) и жандармерийска дружина край село Брусен.
На 26 юни 1944 г. III- та чета на Партизански отряд „Георги Бенковски“ (Червен бряг), наброяваща 31 партизани, осъмва обкръжена вследствие на предателство, от около 350 жандармеристи в горичката на местността „Черния дол“ край с. Брусен, Тетевенско.
Първоначално жандармеристите уверено настъпват в гората, като дори не залягат. Първият събудил се партизанин, командирът на четата Йото Врачев прострелва смъртоносно жандармерист и това всява паника сред правителственото подразделение. След като цял ден партизаните оказват упорита съпротива на превъзхождащия в жива сила и въоръжение противник, жандармерията запалва горичката от няколко страни. С падането на вечерта, поелата командването след смъртта на двамата командири Митка Гръбчева заповядва на останалите живи 12 партизани да бягат към съседната гора, където да търсят прикритието на нощта. Гръбчева хвърля две гранати в редиците на настъпващите жандармеристи и спасителният бяг започва. Партизаните достигат гората, където успешно се скриват от жандармеристите.
В крайна сметка 18 партизани са убити, един е пленен и по-късно погребан жив. Сред загиналите е командирът на Партизански отряд „Георги Бенковски“ (Червен бряг) д-р Стоян Стоянов. Една от спасилите се е Митка Гръбчева, която години по-късно обрисува драматично битката в мемоарната си книга „В името на народа“. Останалите 12 партизани оцеляват и се присъединяват към основните сили на отряда.
В памет на загиналите партизани на мястото на сражението е издигнат паметник.